# Vagbhata
Vāgbhaṭa est un des trois écrivains classiques de l'āyurveda, avec Caraka et Suśruta. Il est l'auteur de l' Aṣṭāṅgasaṃgraha et de l' Aṣṭāṅgahṛdaya saṃhitā. Il aurait vécu au VIIe siècle et cite fréquemment les deux autres auteurs dans ses ouvrages. 
Vâgbhata écrivit au VIe siècle l'Ashtānga Hridayam (en), traité résumant des textes médicaux de la tradition ayurvédique : on y trouve des passages sur la chirurgie, l'ophtalmologie, mais aussi l'exorcisme, les aphrodisiaques, etc. 
Parmi ses disciples, Chandranandana écrivit en sanscrit dans la continuité de l'āyurveda classique, enrichi par les siddha indiens bouddhistes le texte du rGyud-bZhi, qu'il donna au traducteur tibetain Vairotsana, et qui allait devenir l'ouvrage de référence de la médecine tibétaine traditionnelle